# Pomarańczowa skrzynka
Pomarańczowa skrzynka (Oranžová schránka) – czesko-słowacki serial animowany z 1979 roku w reżyserii Milana Horvatoviča o przygodach skrzynki pocztowej, która sama decyduje się dostarczyć swoje listy.

## Wersja polska
- Reżyseria: Iza Falewicz
- Tekst: Maria Etienne
- Dźwięk: Alina Hojnacka
- Montaż: Anna Szatkowska
- Kierownictwo produkcji: Andrzej Staśkiel

Źródło:

## Lista odcinków
- 1 – Pełny brzuszek listów (Plne brusko listov)
- 2 – Gdzie jest ulica Gruszkowa (Neviete kole je Hruskova ulica)
- 3 – Olej rycynowy (Ricinovy olej)
- 4 – Gołębie lotnisko (Holuboi)
- 5 – Obserwatorium astronomiczne (Hvezdaren je vysoko)
- 6 – Babunia z Żylina (Stara mama zo Ziliny)
- 7 – Do kogo pisał Ferko Bylinka (Komu pisal Ferko Bylinka)